# Proprioseiopsis exitus
Proprioseiopsis exitus är en spindeldjursart som först beskrevs av Schuster 1966.  Proprioseiopsis exitus ingår i släktet Proprioseiopsis och familjen Phytoseiidae. Inga underarter finns listade i Catalogue of Life.